# Wahlbezirk Krain 12
Der Wahlbezirk Krain 12 war ein Wahlkreis für die Wahlen zum Abgeordnetenhaus im österreichischen Kronland Krain. Der Wahlbezirk wurde 1907 mit der Einführung der Reichsratswahlordnung geschaffen und bestand bis zum Zusammenbruch der Habsburgermonarchie.

## Geschichte
Nachdem der Reichsrat im Herbst 1906 das allgemeine, gleiche, geheime und direkte Männerwahlrecht beschlossen hatte, wurde mit 26. Jänner 1907 die große Wahlrechtsreform durch Sanktionierung von Kaiser Franz Joseph I. gültig. Mit der neuen Reichsratswahlordnung schuf man insgesamt 416 Wahlbezirke, wobei mit Ausnahme Galiziens in jedem Wahlbezirk ein Abgeordneter im Zuge der Reichsratswahl gewählt wurde. Der Abgeordnete musste sich dabei im ersten Wahlgang oder in einer Stichwahl mit absoluter Mehrheit durchsetzen. Der Wahlkreis Krain 12 umfasste den Gerichtsbezirk Gottschee ohne die Gemeinden Banja Loka Fara und Ossiunitz sowie die Gemeinden Pöllandl, Tschermoschnitz und Langenthon aus dem Gerichtsbezirk Rudolfswerth und die Gemeinde Stockendorf (Gerichtsbezirk Tschernembl). Der Wahlbezirk 12 hatte die geringste Einwohnerzahl und Anzahl an Wahlberechtigt und war durch seine Grenzziehung fast ausschließlich deutschsprachig besiedelt.
Aus der Reichsratswahl 1907 ging Karl Auersperg als Sieger hervor. Bei der Reichsratswahl 1911 konnte sich Josef Anton Barbo-Waxenstein durchsetzen.

## Wahlergebnisse

### Reichsratswahl 1907
Die Reichsratswahl 1907 wurde am 14. Mai 1907 durchgeführt. Die Stichwahl entfiel auf Grund der absoluten Mehrheit für Auersperg im ersten Wahlgang.
| Kandidat                                                                   | Partei                    | Wahlkreisstimmen | Prozent |
| -------------------------------------------------------------------------- | ------------------------- | ---------------- | ------- |
| Karl Auersperg                                                             | Deutsche Agrarpartei      | 2201             | 66,9 %  |
| Josef Obergföll                                                            | Christlich-Soziale Partei | 1057             | 32,1 %  |
|                                                                            | Sonstige Parteien         | 32               | 1,0 %   |
| Wahlberechtigte: 3677, Ungültige/Leere Stimmen: 7, Wahlbeteiligung: 89,7 % |                           |                  |         |

### Reichsratswahl 1911
Die Reichsratswahl 1911 wurde am 13. Juni 1911 durchgeführt. Die Stichwahl entfiel auf Grund der absoluten Mehrheit für Barbo-Waxenstein im ersten Wahlgang.
| Kandidat                                                                     | Partei                                      | Wahlkreisstimmen | Prozent |
| ---------------------------------------------------------------------------- | ------------------------------------------- | ---------------- | ------- |
| Josef Anton Barbo-Waxenstein                                                 | Deutsche Fortschrittspartei                 | 2584             | 86,1 %  |
| Johann Meditz                                                                | Deutsche Sozialdemokraten                   | 227              | 7,6 %   |
| Rudeš                                                                        | slowenisch-national-fortschrittliche Partei | 109              | 3,6 %   |
|                                                                              | Sonstige Parteien                           | 80               | 2,7 %   |
| Wahlberechtigte: 3725, Ungültige/Leere Stimmen: 183, Wahlbeteiligung: 85,4 % |                                             |                  |         |